# Éric Edwige
Éric Edwige (* 28. Mai 1945 in Cayenne) ist ein ehemaliger französischer Fußballspieler.

## Vereinskarriere
Der 168 Zentimeter große offensive Mittelfeldakteur Edwige, der aus Französisch-Guyana stammt und auch dort geboren wurde, spielte als junger Erwachsener im Trikot der AS Mutzig. Für diese trat er ab 1964 im damals drittklassigen Championnat de France Amateur an, ehe er 1966 vom Erstligisten SCO Angers verpflichtet wurde. Anfangs gehörte er dem Kader der Reservemannschaft an, konnte aber noch im Verlauf der Saison 1966/67 seine ersten Einsätze in der obersten Spielklasse des Landes bestreiten. 1968 musste er den Abstieg in die Zweitklassigkeit miterleben und wurde anschließend regelmäßiger aufgeboten. Dies rechtfertigte er mit 12 Torerfolgen, die er zur Zweitligameisterschaft 1969 und dem damit verbundenen direkten Wiederaufstieg beisteuerte. Nach dem Wiederaufstieg avancierte er zum unverzichtbaren Leistungsträger, weswegen er während der Spielzeit 1970/71 keine einzige Begegnung verpasste, und nahm mit seiner Mannschaft meist Platzierungen im oberen Tabellenmittelfeld ein. Der vierte Rang im Jahr 1972 ermöglichte sogar die Teilnahme am UEFA-Pokal 1972/73 und Edwige war am 13. September 1972 bei einem 1:1 gegen den BFC Dynamo am ersten Europapokalspiel der Vereinsgeschichte von Angers beteiligt. Durch die 1:2-Niederlage im Rückspiel endete jedoch seine einzige Saison in Europa. Dennoch hielt die Mannschaft ihre Position unter den besten Teams Frankreichs und der Spieler erreichte mit 18 Treffern 1973/74 seine beste Torausbeute, während er mit seiner Elf aus Westfrankreich erneut den vierten Platz belegte. 
Auf die erfolgreiche Zeit folgte für Angers 1975 direkt der Sturz in die zweite Liga, der 1976 vom Gewinn der Zweitligameisterschaft und dem unmittelbaren Wiederaufstieg gefolgt wurde. Anschließend wurde Edwige für die Saison 1976/77 das Kapitänsamt bei Angers übertragen und er führte die Elf in einem Jahr, das den erneuten Abstieg mit sich brachte. Daraufhin entschied er sich 1977 nach elf Jahren für einen Weggang aus Angers, als er zum Drittligisten PSC Montpellier wechselte. Bei Angers blieb er mit 324 bestrittenen Ligapartien als am zweitmeisten aufgebotener Spieler hinter seinem zeitweiligen Mannschaftskollegen Pierre Bourdel in Erinnerung.
Mit Montpellier schaffte Edwige 1978 den Aufstieg in die zweite Liga und blieb zunächst fester Bestandteil der Mannschaft, bevor er in der Saison 1979/80 faktisch keine Rolle mehr spielte und nicht über einen einzigen Einsatz hinauskam. Dem folgte 1980 sein Wechsel zum benachbarten Ligarivalen AS Béziers, wo er einen Stammplatz erhielt. 1983 beendete er im Jahr seines 38. Geburtstags nach 263 Erstligapartien mit 65 Toren sowie 177 Zweitligapartien mit 35 Toren seine Profilaufbahn. Nach dem Karriereende lebte er wieder in Französisch-Guyana und war für einen Amateurverein aus dem dort gelegenen Roura zeitweilig als Trainer tätig.

## Nationalmannschaft
Der Spieler kam für die U-23-Nationalmannschaft seines Landes zum Einsatz. Im Trikot der französischen A-Nationalelf konnte er jedoch nie eine Partie bestreiten.